# Enumeratio Plantarum Horti Botanici Berolinensis
Enumeratio Plantarum Horti Botanici Berolinensis (abreviado Enum. Pl.) es un libro con ilustraciones y descripciones botánicas que fue escrito por Karl Ludwig Willdenow y publicado en dos partes en los años 1809 y 1813, con el nombre de Enumeratio Plantarum Horti Regii Botanici Berolinensis: continens descriptiones omnium vegetabilium in horto dicto cultorum / D. Car. Lud. Willdenow. Berolini.